# 主動脈

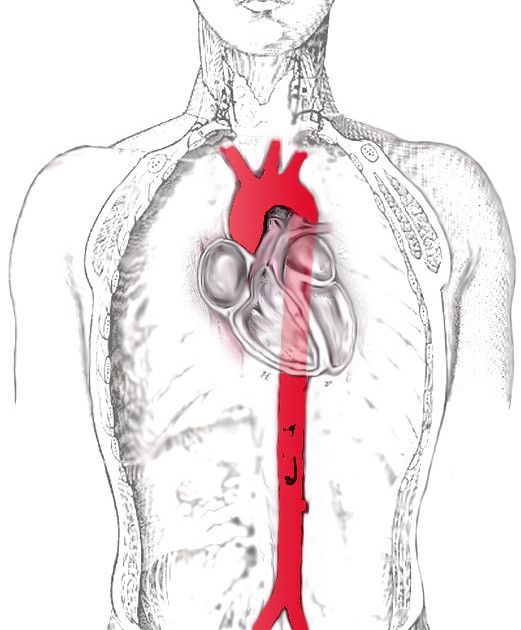
主动脉 (Aorta)
图示

主动脉（英語：aorta）是从左心室流出道至髂总动脉起始部间的大动脉，为体循环的动脉主干，全身的动脉支都直接或间接由此发出。
鸟类和哺乳类都有主动脉，其通过循环系统将氧合血液运送到身体的各个部位。人类的主动脉起于左心室主动脉口，先呈弓形弯曲向上向后行，然后沿脊柱偏左后行，分为升主动脉、主动脉弓、胸主动脉和腹主动脉四个部分，后二者又合称降主动脉。升主动脉与主动脉弓位于后纵隔内；胸主动脉起自第四胸椎体下缘左侧，下降至第12胸椎前方；腹主动脉则穿过膈肌主动脉裂孔走行于腹膜后，且在第4腰椎下缘水平分为左、右髂总动脉。
主动脉是身体最大的动脉，直径有2.5-3.5 cm。形如拐杖，弓形开端，向下直到骨盆区。主动脉在胸腔的部分，发出分支至心脏、心包、食道、肺部和气管的动脉（不同于交换气体的肺動脈，后者起于右心室）。主动脉在腹腔的部分，供给腹腔中的器官。

## 分段

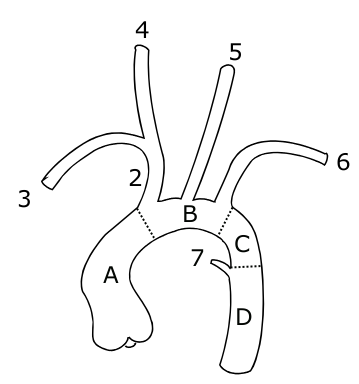
主动脉的分段：A为升主动脉，B为主动脉弓，C为主动脉峡，D为降主动脉

主动脉的分段有不同方法，以下按解剖学、外科学广泛采用的分段法，分为下面几个部分：

### 升主动脉
升主动脉（ascending aorta）从左心室向上行，通过主动脉瓣与左心室相隔。整个位于胸腔，数厘米长。冠状动脉起于主动脉瓣上方的动脉底端，营养心肌。

### 主动脉弓
主动脉弓（aortic arch）是升主动脉的延伸部分。也是同样位于胸腔，下接降主动脉。主动脉弓从右到左发出头臂干，左颈总动脉和左锁骨下动脉，即為右圖上方的三個分支。这些分支主要供给头部和手臂。主动脉弓处有压力感受器，它能感受血压的变化，通过传入冲动到中枢，实现神经调节。

### 主动脉峡
主动脉峡（aortic isthmus）位于左锁骨下动脉起始处与动脉导管附着处之间；即主动脉弓的末端，降主动脉的开始。

### 胸主动脉
胸主动脉（thoracic aorta）主动脉弓下降到橫膈為止，位于心脏之后。它的上端在食道之前，而下端在其之后。

### 腹主动脉

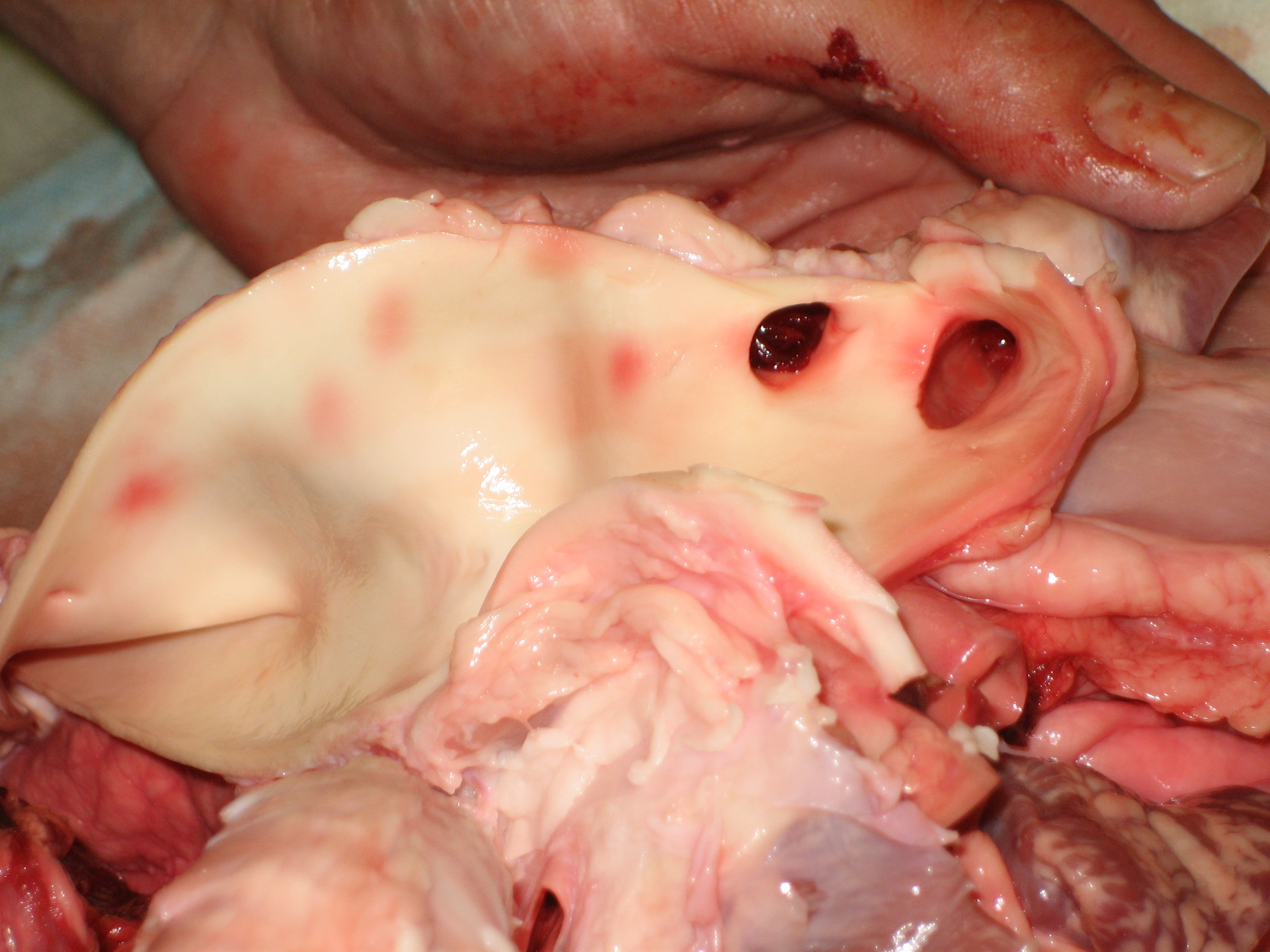
豬的主動脈切開也呈現出一些分支動脈.

胸主动脉通过橫膈后，即为腹主动脉（abdominal aorta），供给腹腔中的器官。腹主动脉的分支，分为臟支群和壁支群两类，臟支提供内臟血流，壁支提供体壁及部分横膈血流。腹主動脈继续下行至骨盆区，再分为左右髂总动脉（common iliac artery，也有譯為總腸骨動脈）。腹主動脈依解剖上下相对位置，另可分为两部分：
- 肾上腹主动脉（suprarenal abdominal aorta），從橫膈到左右側腎動脈分支處為止。由此段发出营养肠的大部分和其余消化器官的血管。
- 肾下腹主动脉（infrarenal abdominal aorta），從左右側腎動脈分支處到最後主動脈分成左右總腸骨動脈為止，這也是主動脈的最後一段。这部分会发出一些营养肠和骨盆器官的血管，最後到達骨盆，分为两支大的總腸骨动脉。

## 血流壓力原理
血流與血管阻力呈反比，和壓力差成正比。阻力可由壓力差和血流計算出，然而血液的黏稠度也是一個重要的影響因素。

## 风盒作用
主动脉有着很强的弹性，能起到风盒作用，就是说，它能具有调整作用，将从左心室流出来搏动的血流整为稳定地血流。當左心室收縮，壓出血液時，主動脈能擴張好容納這些血液，然後藉著它的彈性把壓力傳向較小的分支。

## 检查方法
- 超声
- （TEE），被检查者会吞下一个超声探测仪，在近心的食道旁测量心臟的情况。
- 電腦断层扫描（CT）
- 核磁共振成像（MRI）
- 血管造影术，使用X光造影用溶剂成像
- 胸部透析

## 主动脉病变
- 主动脉缩窄
- 动脉硬化症
- 主动脉瘤
- 主动脉壁夹层形成
- 破裂（主动脉壁破裂，在意外中多见，生存率极低）
- 主动脉闭塞（血栓形成，或是腹部肿瘤）
- 馬凡氏症候群（基因缺陷，结缔组织形成障碍，血管弹性下降）
- 梅毒
- Takayasu动脉炎（自体免疫病）